# Mihai Caraman
Mihail Caraman, cunoscut sub numele de Mihai Caraman (n. 11 noiembrie 1928, Oancea, Galați, România – d. 25 iulie 2024, București, România) a fost un general român de securitate care a îndeplinit funcția de director al Serviciului de Informații Externe în perioada 1990-1992.

## Biografie
Mihai Caraman s-a născut la data de 11 noiembrie 1928, în comuna Oancea, județul Covurlui. În 1935 a intrat în școala primară din Cahul pe care a absolvit-o în 1939. În același an, ca elev în clasa I de liceu, a devenit membru al Străjii Țării.
În vara anului 1940, ca o consecință a ultimatumului sovietic, Basarabia a fost ocupată, iar circa 220.000 de persoane s-au refugiat în România. Printre aceștia și familia lui Mihai Caraman care s-a stabilit la Brăila. Aici și-a continuat studiile la Liceul „Nicolae Bălcescu”.
În anul următor, ca urmare a eliberării Basarabiei, o bună parte din refugiați s-au întors la caselele lor. Anii III și IV de liceu i-a urmat la Cahul și a urmat ultima clasă de liceu la Liceul „Sf. Dumitru” din Ismail.
Ca urmare a ofensivei sovietice, familia lui Mihai Caraman s-a refugiat din nou în vara anului 1944, în România, fiind repartizată în Dumbrăveni, județul Sibiu. În toamna anului 1944 începea clasa a VI-a la Liceul Teoretic „Timotei Cipariu” din Dumbrăveni.
După repartizarea tatălui la Tribunalul Tulcea întreaga familie îl urmează. La 21 ianuarie 1945 se constituie Uniunea Tineretului Progresist din România. În scurt timp, Mihai Caraman devine membru al acestei mișcări de tineret având ca scop ascuns să se pună la adăpost de eventualele represiuni asupra refugiaților basarabeni.
Tânărul urmează studiile liceale, clasele a VII-a și a VIII-a fiind absolvite în cadrul Liceului Teoretic din Tulcea unde a obținut în 1947 diploma de bacalaureat. În același an a dat examen la Facultatea de Drept din Cluj, dar din cauza dificultăților financiare, a trebuit să renunțe. Revenind la Tulcea, s-a angajat inițial la o bibliotecă publică, apoi a urmat un curs seral de partid și a început munca politică. Întâi îndrumător, apoi lector la o școală de cadre, activist sindical în ramura învățământ și apoi vicepreședinte al Sindicatului „Port Transport” Tulcea.
Dar reprezentanții noi puteri l-au privit cu suspiciune pe grefierul basarabean care preferase să se refugieze de două ori în România. În consecință, după câțiva ani, este detașat de la Tribunalul Tulcea la Judecătoria din comuna Horia, aflată la 38 km de oraș. Având în vedere greutățile materiale și lipsa de orizont, după ce s-a sfătuit cu părinții, în vara anului 1948 se înscrie la concursul de admitere la o școală de ofițeri MAI la care este admis în 19 august 1948 când semnează angajamentul de a rămâne activ 9 ani.
Prima etapă a fost să urmeze cursurile de un an și jumătate ale Școlii MAI nr. 1 Măgurele care, la momentul respectiv, era o școală de Jandarmerie. Prin Decretul nr. 221 din 28 august 1948 se înființează Direcțiunea Generală a Securității Statului. În acest fel, vechea Siguranță se transforma în Securitate. Trupele de Securitate rezultate din transformarea subunităților militare de jandarmi au început să funcționeze oficial din 23 ianuarie 1949, deși Decretul nr. 163 prin care se înființează acestea a fost emis abia pe 7 februarie 1949.
Cursurile au fost încheiate pe data de 6 martie 1950, moment în care a fost avansat la gradul de locotenent și repartizat la Centrul de Instrucție Securitate Comunicații nr. 27 Satu Mare.
În scurt timp, la 24 iunie 1950, a formulat o cerere de a se înscrie la concursul de admitere la Academia Tehnică Militară, Facultatea de Armament și Munițiuni, dar solicitarea i-a fost respinsă. 
În perioada septembrie-decembrie 1950 a fost trimis, tot la Măgurele, să urmeze un curs de contrainformații militare. În acest scop, la 15 septembrie 1950 a fost mutat în cadrul Comandamentului Trupelor MAI, iar la 10 noiembrie 1950 depunea jurământul la intrarea în rândul forțelor armate ale MAI.
După finalizarea cursului a fost repartizat la Centrul de Instrucție Grăniceri Lugoj. În scurt timp s-a decis mutarea lui în funcția de ajutor șef birou la Regimentul 9 Grăniceri din Turnu Severin.
Cu ocazia unor deplasări profesionale la București l-a cunoscut pe maiorul Nicolae M. Stan din conducerea Direcției a IV-a Contrainformații Militare care, impresionatde calitățile tânărului locotenent, i-a propus să vină la București în cadrul direcției de profil, propunere pe care a acceptat-o. Au urmat alte verificări și aflându-se de un unchi din partea mamei care a fost ofițer în armata regală, este îndepărtat și trimis la 15 iunie 1953 ca lucrător operativ prim la o școală militară din Oradea. Din martie 1955 și-a desfășurat activitatea ca lucrător operativ la o unitate militară din Oradea.
În urma unor masive restructurări ale direcțiilor Securității, în mai 1955 revine în structura centrală a Direcției Contrainformații Militare, iar de la 1 noiembrie 1955 este numit șef birou. La 1 iunie 1956, proaspătul căpitan Mihai Caraman a fost transferat în cadrul Direcției I „Informații Externe”, ca șef birou 2 „Italia”, în cadrul serviciului IV „Franța-Italia-Belgia”.
A fost ofițer în cadrul Direcția de Informații Externe a Securității Statului.
În perioada 1958-1968, în calitate de șef al rezidenței de spionaj din Paris, a organizat și condus așa-numita „Rețea Caraman”, care a reușit să sustragă și să aducă în țară unele documente din Cartierul General al NATO, provocând daune grele Alianței Nord-Atlantice. Asupra lui Mihai Caraman a planat bănuiala că ar fi lucrat și pentru KGB, deoarece a fost singurul ofițer al Securității decorat de KGB pentru rezultate excepționale împotriva NATO.
În 1968, o parte dintre agenții recrutați de Caraman au fost deconspirați, iar ofițerul român a fost retras în țară, unde a deținut mai multe funcții de comandă în structurile de spionaj devenind și șeful diviziei de contrainformații de la Direcția de Informații Externe. 
După fuga generalului Ion Mihai Pacepa în SUA, din 1978, Mihai Caraman a fost detașat în funcții neimportante și, în final, în 1979 a fost trecut în rezervă.
După evenimentele din decembrie 1989, la data de 18 ianuarie 1990 generalul Caraman a fost reactivat și a fost numit în funcția de adjunct al ministrului apărării naționale și comandant al Centrului de Informații Externe, centru care a devenit la 13 decembrie 1990 Serviciul de Informații Externe. 
La scurt timp, generalul Gheorghe Moga (cel care a găsit legătura dintre Caraman și KGB) a murit subit, în imprejurări neelucidate nici azi.
Câteva luni mai târziu a dispărut și generalul Nicolae Doicaru care (împușcat la o vânătoare cu un glonț, deși toți participanții aveau doar alice), ca prim adjunct al ministrului de Interne, fusese însărcinat cu supravegherea informativa a lui Caraman.
În anul 1992, Manfred Wörner, secretarul general al NATO, a anunțat că nu va vizita Bucureștiul atât timp cât Caraman va conduce SIE, deoarece considera că o persoană care a spionat împotriva NATO este incompatibilă cu funcția de șef al serviciului de spionaj al unei țări care făcea demersuri de aderare la NATO.
Ca urmare a acestui "ultimatum", la 22 aprilie 1992 președintele Ion Iliescu a aprobat „cererea” lui Caraman de a se pensiona și l-a avansat la gradul de general-colonel.

## Critici
În aprilie 2007, Ioan Talpeș, fost șef al DIE, l-a acuzat pe Caraman că ar avea o legătură cu omul de afaceri Dinu Patriciu.